# Paul Ludwig Troost

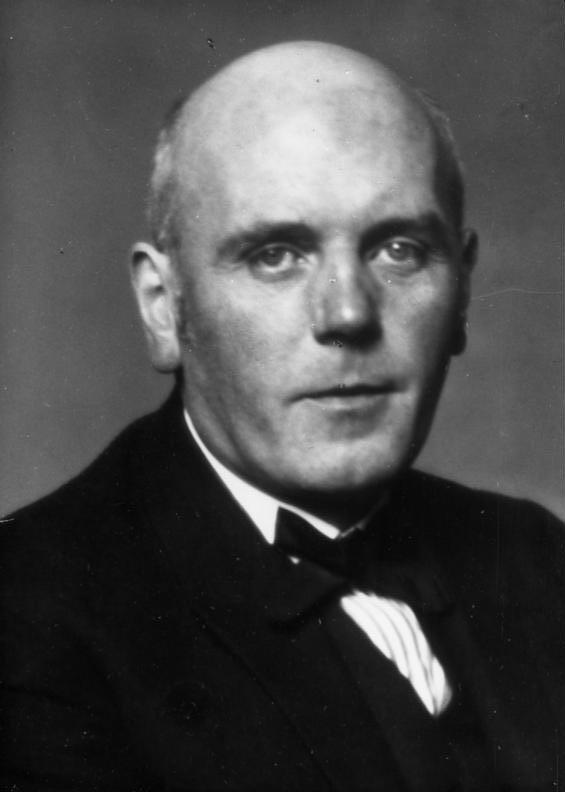
Paul Ludwig Troost, 1930

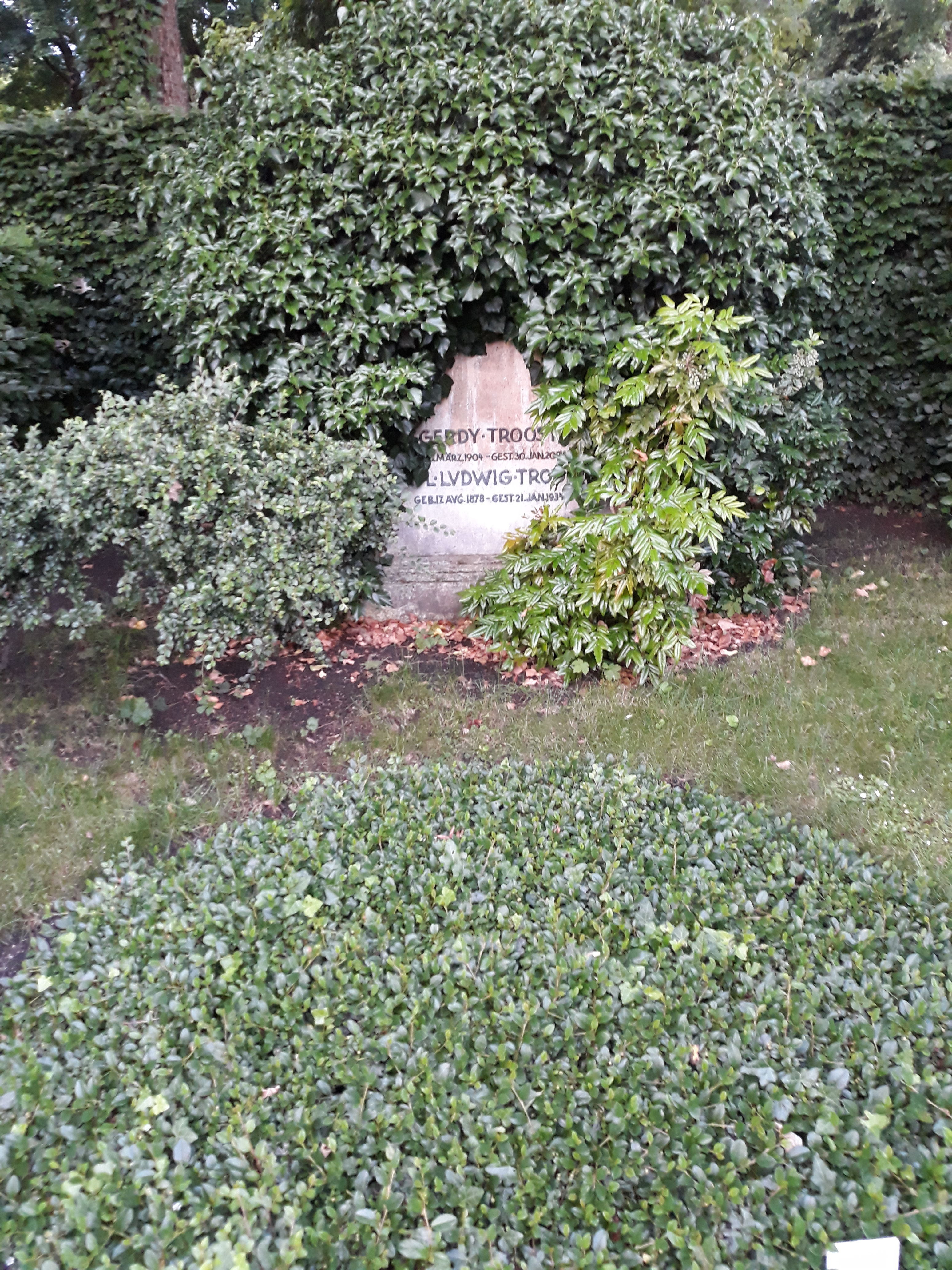
Grab von Paul Ludwig und Gerdy Troost auf dem Nordfriedhof (München)

Paul Ludwig Troost (* 17. August 1878 in Elberfeld; † 21. Januar 1934 in München) war ein deutscher Architekt und Innenarchitekt im Nationalsozialismus sowie der Ehemann der Innenarchitektin und Nationalsozialistin Gerdy Troost. Er prägte die Architektursprache des Nationalsozialismus in Deutschland entscheidend mit. Unter anderem errichtete er ab 1933 den „Führerbau“ am Königsplatz in München und war verantwortlich für den Umbau des „Braunen Hauses“ in München.

## Leben
Troost studierte an der Technischen Hochschule Darmstadt Architektur, wo er unter anderem Schüler von Karl Hofmann war; nach dem Studium arbeitete er zunächst bei dessen Bruder, dem Konsistorialbaumeister Ludwig Hofmann und danach im Büro von Heinrich Metzendorf. Ab ca. 1901/02 war er Bürochef bei Martin Dülfer in München. Ab 1904 (nach anderen Quellen: 1906) arbeitete er als selbständiger Architekt in München. Troost war zudem Mitglied im Deutschen Werkbund. Im Jahre 1906 reichte Paul Ludwig Troost zusammen mit Carl Jäger unter dem Kennwort „Deutsches Museum“ einen Entwurf für den Neubau des Deutschen Museums ein, wofür beiden Architekten ein Preisgeld in Höhe von 7.500 ℳ (entspricht heute etwa 56.000 EUR) zugesprochen wurde.
Im Jahr 1917 wurde Troost zum Professor ernannt. Zwischen 1912 und 1930 richtete er etliche Transatlantik-Schnelldampfer des Norddeutschen Lloyds (NDL) wie zum Beispiel die Europa ein und prägte den sogenannten Dampferstil. Die Zusammenarbeit mit dem NDL war auf die Kooperation der Reederei mit dem Deutschen Werkbund zurückzuführen.
Im Jahr 1923 lernte er in Bremen seine spätere Ehefrau Gerdy Troost (geborene Sophie Gerhardine Wilhelmine „Gerdy“ Andresen) kennen. Ihr Vater, der Möbelfabrikant Johannes Adolf Gerhard Andresen, betrieb in Bremen eine Holzkunstwerkstatt, die durch Troost mit der Herstellung von Schiffseinrichtungen für den Norddeutschen Lloyd beauftragt wurde. 1924 zog Gerdy zu Troost nach München und die beiden heirateten 1925.
Troost war wesentlich an der Innengestaltung von Schloss Cecilienhof in Potsdam beteiligt.
Elsa und Hugo Bruckmann waren es, die im Herbst 1930 den privaten Kontakt zwischen Troost und Adolf Hitler vermittelten. Troost war vor Albert Speer der Lieblingsarchitekt Hitlers, für den er 1933 mit dem Umbau der „Führerwohnung“ in der alten Reichskanzlei in Berlin begann. Dabei griff Troost vielfach auf Stilelemente und Motive seiner Dampfereinrichtungen und eines monumentalisierten Art déco zurück.
Da Troost bereits im Januar 1934 überraschend starb, blieb seine Tätigkeit als NS-Baumeister weitgehend auf München beschränkt. Er war jedoch zusammen mit dem im selben Jahr verstorbenen Ludwig Ruff weit mehr als Albert Speer stilbildend für die Architektursprache des „Dritten Reichs“.
Sein bekanntestes Bauwerk ist das erst lange nach seinem Tod fertiggestellte „Haus der Deutschen Kunst“ (heute „Haus der Kunst“) in München, das Veranstaltungsort der Großen Deutschen Kunstausstellung war. Darüber hinaus war er auch der Architekt des Gebäudes in der Katharina-von-Bora Straße 10, dem heutigen Haus der Kulturinstitute, in welchem sich unter anderem das Zentralinstitut für Kunstgeschichte und das Museum für Abgüsse Klassischer Bildwerke befinden.
Hitler ehrte Troost am 30. Januar 1938 (der Tag der Machtübernahme wurde damals gefeiert) postum mit dem 1937 gestifteten Deutschen Nationalpreis für Kunst und Wissenschaft.
Nach dem Tod von Troost führte seine Witwe Gerdy Troost sein Architekturbüro gemeinsam mit seinem ehemaligen Mitarbeiter Leonhard Gall weiter. Selbst ursprünglich Innenarchitektin, hatte sie großen Einfluss auf die Architektur im Nationalsozialismus. Sie erhielt das selten vergebene Goldene Parteiabzeichen der NSDAP und erhielt 1943 von Hitler eine Dotation in Höhe von 100.000 Reichsmark.
Troosts Grab befindet sich auf dem Münchner Nordfriedhof.

## Bauten (Auswahl)

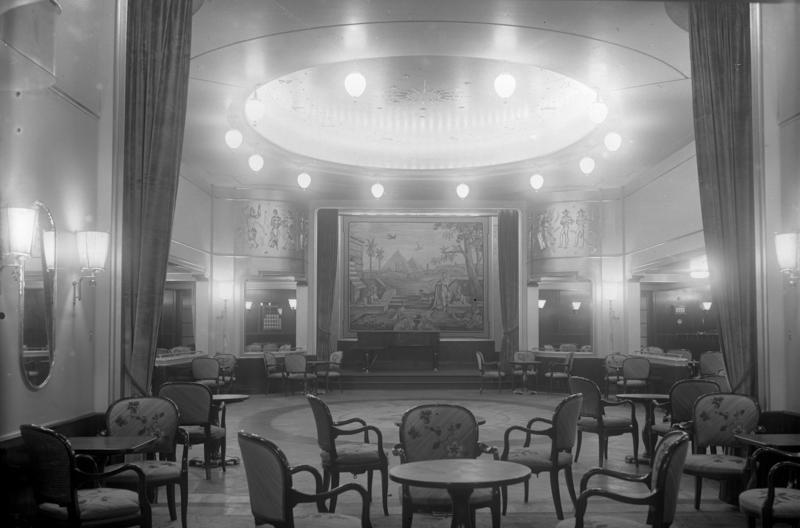
Ballsaal der Europa, 1930

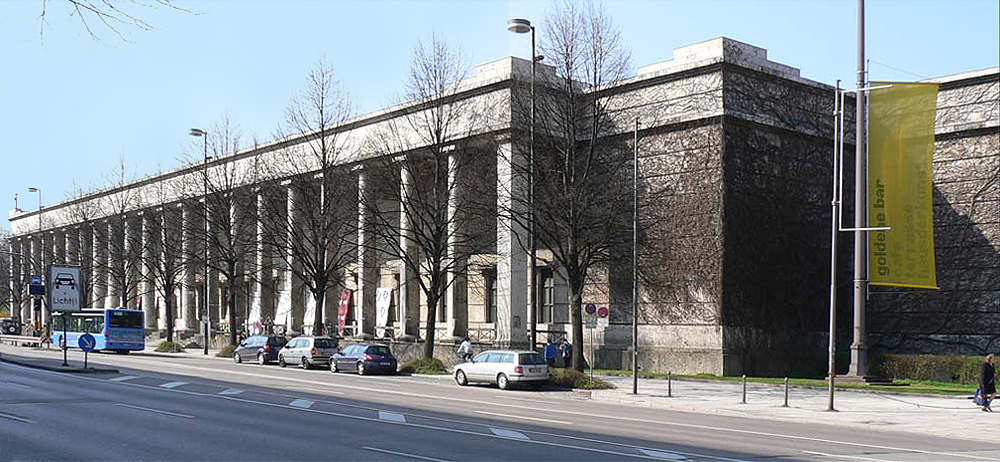
Haus der Kunst in München

- 1902: Familiengruft Becker auf dem Jüdischen Friedhof Berlin-Weißensee (als Mitarbeiter von Martin Dülfer)
- um 1903: Wohnhaus für den Landschaftsmaler Benno Becker in München-Bogenhausen (als Mitarbeiter von Martin Dülfer) (1968 abgerissen)
- 1905–1906: Umbau eines Wohnhauses für Felix vom Rath in München-Schwabing, Georgenstraße 3
- um 1907: Wohnhaus in Schwerin
- 1907–1909: Villa Chillingworth in Nürnberg
- 1909–1911: Wohnhaus mit Atelier für Robert Böninger in München-Bogenhausen[11][12][13]
- vor 1914: Landhaus Kuppelwieser in München[14]
- 1914–1917: Innenräume des Schlosses Cecilienhof in Potsdam
- 1917: Ausgestaltung Haus Heineken in Bremen[15]
- 1925: Ausgestaltung Jacobihalle in Bremen
- 1933–1936: „Verwaltungsbau“ und „Führerbau“ der NSDAP in München
- 1933–1937: „Haus der Deutschen Kunst“ in München